# Maťovské Vojkovce
Maťovské Vojkovce (ungarisch Matyócvajkóc) ist eine Gemeinde im Osten der Slowakei mit 702 Einwohnern (Stand 31. Dezember 2024), die zum Okres Michalovce, einem Teil des Košický kraj, gehört und in der traditionellen Landschaft Zemplín liegt.

## Geographie
Die Gemeinde befindet sich im Ostteil des Ostslowakischen Tieflands, direkt an der Grenze zur Ukraine, am alten Flussdeich des Uh. Das Ortszentrum liegt auf einer Höhe von 106 m n.m. und ist sieben Kilometer von Veľké Kapušany sowie 31 Kilometer von Michalovce entfernt.
Nachbargemeinden sind Lekárovce im Norden, Галоч/Halotsch (Ortsteil Палло/Pallo, UA) im Osten, Ruská und Budince im Süden, Veľké Kapušany im Westen und Bajany im Nordwesten.

## Geschichte
Die heutige Gemeinde entstand 1964 durch Zusammenschluss der bis dahin selbständigen Orte Kapušianske Vojkovce (bis 1948 slowakisch „Vajkovce“; ungarisch Vajkóc) und Maťovce (ungarisch Matyóc, alternativ Mátyóc). Beide sind bis heute Katastralgemeinden.
Kapušianske Vojkovce wurde zum ersten Mal 1338 als Veychkoch schriftlich erwähnt, damals als Besitz des Geschlechts Vajkóczy. 1427 wurden in einem Steuerverzeichnis sechs Porta verzeichnet. 1600 gab es acht Ansiedlungen im Ort, gegen Mitte des 17. Jahrhunderts wurde das Dorf entvölkert und 1696 wieder besiedelt. 1828 zählte man 50 Häuser und 388 Einwohner.
Maťovce wurde 1279 als Porchul ersturkundlich erwähnt und gehörte damals zum Herrschaftsgebiet der Burg Ungwar, ab 1404 zum Besitz des Geschlechts Perényi. 1427 wurden in einem Steuerverzeichnis 17 Porta verzeichnet. Im 18. Jahrhundert wurde das Dorf wegen Untertanen-Flucht fast menschenleer, sodass es 1715 hier nur noch einen Haushalt gab. 1828 zählte man 66 Häuser und 477 Einwohner. Im 19. Jahrhundert besaßen Familien Felföldi und Polányi Ortsgüter.
Bis 1918/1919 gehörten die im Komitat Ung liegenden Orte zum Königreich Ungarn und kamen danach zur Tschechoslowakei beziehungsweise heute Slowakei. Auf Grund des Ersten Wiener Schiedsspruchs waren sie 1938–1944 noch einmal Teil Ungarns.

## Bevölkerung
| Jahr                | 1994 | 2004    | 2014    | 2024     |
| ------------------- | ---- | ------- | ------- | -------- |
| Anzahl der Personen | 547  | 590     | 603     | 702      |
| Unterschied         |      | +7,86 % | +2,20 % | +16,41 % |

| Jahr                | 2023 | 2024    |
| ------------------- | ---- | ------- |
| Anzahl der Personen | 704  | 702     |
| Unterschied         |      | −0,28 % |

Nach der Volkszählung 2011 wohnten in Maťovské Vojkovce 626 Einwohner, davon 522 Magyaren, 57 Slowaken, zwei Roma und ein Tscheche. 44 Einwohner machten keine Angabe zur Ethnie.
267 Einwohner bekannten sich zur römisch-katholischen Kirche, 229 Einwohner zur griechisch-katholischen Kirche, 79 Einwohner zur reformierten Kirche und zwei Einwohner zur Evangelischen Kirche A. B. Fünf Einwohner waren konfessionslos und bei 44 Einwohnern wurde die Konfession nicht ermittelt.

## Bauwerke
- reformierte Toleranzkirche in Kapušianske Vojkovce aus dem 18. Jahrhundert, 1879–1882 umgebaut und erweitert
- griechisch-katholische Kirche in Maťovce aus dem Jahr 1911

## Verkehr

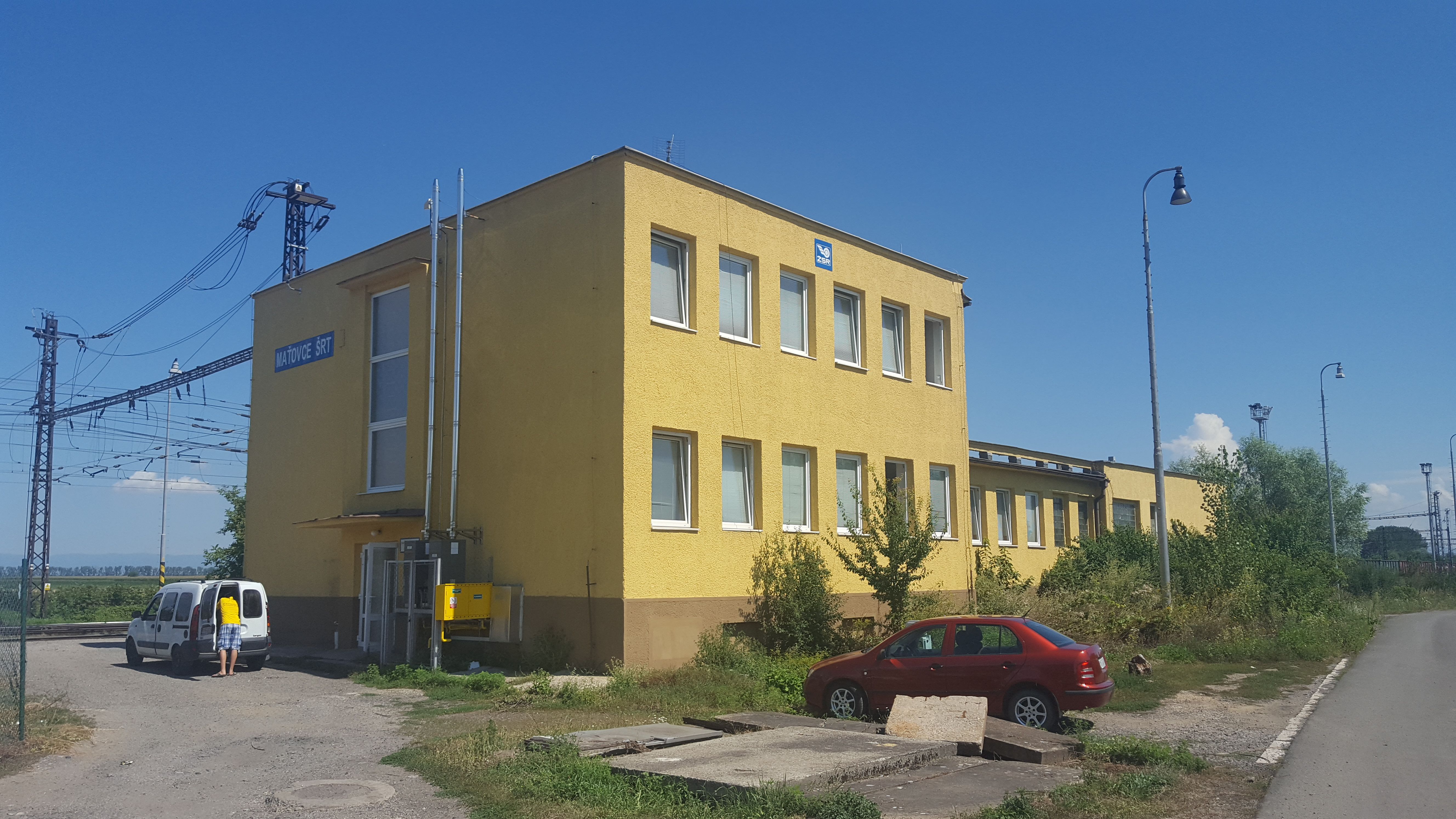
Güterbahnhof Maťovce ŠRT

In Maťovské Vojkovce befinden sich der Güterbahnhof Maťovce an der Bahnstrecke Uschhorod–Bánovce nad Ondavou (Spurwechsel 1435 mm / 1524 mm) sowie der Güterbahnhof Maťovce ŠRT an der Bahnstrecke Uschhorod–Haniska (1524 mm).